# Douglas TBD Devastator
O Douglas TBD Devastator foi um avião bombardeiro torpedeiro com motor a pistão radial, monomotor e com configuração de asas monoplano, fabricado em 1935 pela Douglas Aircraft Company para a Marinha dos Estados Unidos, que participou dos primeiros estágios da II Guerra Mundial no Pacífico.
Na segunda metade dos anos 30, quando entrou em serviço, o Devastator era considerado o mais avançado avião bombardeiro da marinha norte-americana e possivelmente de qualquer marinha do mundo. Porém, o rápido desenvolvimento da aviação militar no limiar da II Guerra Mundial o transformou num avião ultrapassado por ocasião do ataque japonês a Pearl Harbor.
Após se portar razoavelmente bem nas primeiras batalhas, seus esquadrões foram praticamente dizimados pelos caças e pela marinha japonesa durante a Batalha de Midway em junho de 1942, sendo imediatamente retirados do serviço após a batalha e substituídos pelos TBF Avenger.

## Histórico de guerra
Nos primeiros dias da Guerra do Pacífico, os TDB se portaram com valor na Batalha do Mar de Coral, onde ajudaram a afundar o porta-aviões japonês IJN Shoho. Entretanto, problemas com os torpedos dos aviões foram descobertos nessa época. Vários deles pareciam atingir os alvos mas não explodiam, e mostravam uma tendência, depois de lançados, de correrem rumo ao alvo numa profundidade maior do que a estipulada, passando por baixo dos navios, sem atingi-los. A marinha calculou em um ano o prazo para corrigir os problemas.

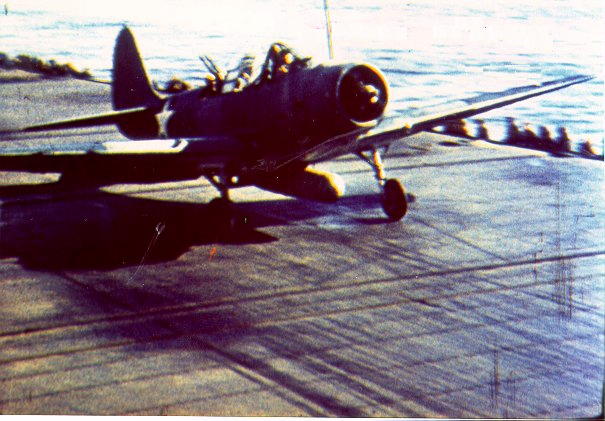
Caça-torpedeiro TBD Devastator decola do USS Hornet para atacar a frota japonesa. Nenhum tripulante sobreviveu.

O avião continuava ainda não confiável quando da ocasião da Batalha de Midway, um mês depois. Os porta-aviões USS Hornet (CV-8), USS Enterprise (CV-6) e USS Yorktown (CV-5) lançaram 49 Devastators de encontro à marinha japonesa. Seus caças de escolta perderam contato e quando os TDBs chegaram ao alvo e iniciaram o ataque se encontravam sem proteção. O lançamento de torpedos contra um navio exigia uma longa corrida em linha reta, em baixa altitude e velocidade até o alvo, tornando os aviões vulneráveis durante este momento, eles foram alvos fáceis para os velozes e ágeis caças Mitsubishi A6M da escolta japonesa e para a artilharia dos navios.
Dos 49 aviões que atacaram os porta-aviões inimigos, apenas quatro retornaram e nenhum de seus torpedos atingiu o alvo. Seu sacrifício, entretanto, provocou uma grande desorganização na defesa aérea japonesa, que permitiu aos caças bombardeiros SBD Dauntless que os seguiram acertar e destruir todos os porta-aviões do Japão envolvidos na batalha, que se tornou na primeira vitória aeronaval dos Estados Unidos na guerra.
A marinha imediatamente retirou os TBD da ação na linha de frente após Midway. Na verdade, sobravam apenas um total de 39 deles em serviço e estes remanescentes foram utilizados em um breve tempo de serviço no Atlântico e em esquadrões de treinamento de pilotos até 1944. Nenhum deles ficou em uso ao fim da guerra.
Além da fragilidade do avião e de seu sistema de lançamento de torpedos, a causa do desastre acontecido em Midway com os TBD Devastators foi também devido à vulnerabilidade deste tipo de aeronave contra uma artilharia naval antiaérea bem treinada e seus caças de proteção e escolta. Sem uma bem feita escolta de caças para combater os japoneses e desviar a atenção dos artilheiros dos navios, nem mesmo os seus substitutos mais modernos, os TBD Avengers, conseguiram escapar das pesadas perdas que ainda seriam sofridas no Pacífico.

## Unidades remanescentes
Não há aeronaves expostas em museus ou acervos particulares, tampouco exemplares do TBD Devastator em condições de aeronavegabilidade.

### Naufrágio do porta-aviõesUSS Lexington (CV-2)
Afundado deliberadamente em 8 de maio de 1942 durante a Batalha do Mar de Coral com 35 aeronaves embarcadas, o porta aviões norte-americano somente seria localizado no século seguinte, em 4 de março de 2018, pela tripulação da embarcação de pesquisa R/V Petrel. Repousando à aproximadamente 3.000 metros de profundidade (800 km da costa leste da Austrália), 11 dos seus aviões foram identificados pela equipe, contabilizando três Douglas SBD Dauntless, um Grumman F4F-3 Wildcat, além de sete unidades do bombardeiro torpedeiro Douglas TBD-1 Devastator. 